# Kinga Kaczmarczyk
Kinga Kaczmarczyk, née le 10 juillet 1997 est une haltérophile polonaise.

## Palmarès

### Championnats d'Europe
- 2018 à Bucarest
  -  Médaille de bronze en moins de 90 kg